# Amin Maalouf
Amin Maalouf (Beirut, 25 de febrer del 1949) és un escriptor libanès en llengua francesa.

## Biografia
Els pares d'Amin Maalouf eren periodistes d'ascendència cristiana. La seva mare procedia d'una família tradicionalment catòlica i francòfona, i el seu pare, de formació anglòfona, procedia de la comunitat melquita. Amin Maalouf cursà estudis de sociologia i d'economia política en una escola jesuïta francesa i a la universitat francesa de Beirut.
Va treballar com periodista durant dotze anys. Fou director del diari an-Nahar fins al començament de la guerra civil libanesa del 1975, quan es va exiliar a França amb la seva dona i els seus tres fills, i on resideix des d'aleshores. Allà fou redactor en cap de la revista Jeune Afrique, va cobrir nombrosos esdeveniments importants com la guerra de Vietnam o la revolució de l'Iran, i va fer reportatges en més de seixanta països. A partir del 1985, arran de l'èxit obtingut amb Les croades vistes pels àrabs, es dedica exclusivament a l'escriptura.

La seva obra es troba marcada per les seves pròpies vivències: la diversitat dels seus orígens, la convivència amb diferents llengües i religions, l'enfrontament entre comunitats i l'exili. En la ressenya de la UAB EN ocasió de l'Any de la Mediterrània 2003/2004, es comenta:
Maalouf combina la narració de fets històrics fascinants amb fantasia i amb idees filosòfiques. Les seves novel·les ofereixen una visió sensible i refinada dels valors i les actituds de les diferents cultures del Pròxim Orient i del Nord d'Àfrica i, en conjunt, del món mediterrani, entre les quals intenta sempre d'establir ponts de diàleg i de comprensió.
L'any 2005 va guanyar el Premi Internacional Terenci Moix al millor llibre de l'any 2004 per Orígens. El 6 d'abril del 2006 va ser investit doctor honoris causa per la Universitat Rovira i Virgili i el juny del 2010 va rebre el premi Príncep d'Astúries de les lletres. El 2024, rep el Premi Internacional Catalunya.

## Obra

### Novel·la
- Lleó l'africà (1986), premi de l'Amistat franco-àrab 1985
- Samarcanda (1988), que parla del poeta i savi Omar Khayyam
- Els jardins de llum (1991), biografia novel·litzada del profeta Mani
- El segle primer després de Beatrice (1992)
- La roca de Tanios (Premi Goncourt 1993)
- Les escales de Llevant (1996)
- El periple de Baldassare (2000). Un mercader genovès, instal·lat a Orient, se'n va a la recerca d'un llibre mític on es diu que s'hi troba «el centè nom», és a dir, el nom ocult de Déu. (Premi Jacques Audiberti-ville d'Antibes 2000)
- Les Désorientés (2012)
- Nos frères inattendus (2020)

### Assaig
- Les croades vistes pels àrabs (1983)
- Les identitats que maten (1998)
- Orígens (Premi Méditerranée 2004)
- Un món desajustat (2009)
- Un fauteuil sur la Seine: quatre siècles d'histoire de France (2016)

### Llibret d'òpera
- L'amor de lluny de Kaija Saariaho (2000)
- Adriana Mater de Kaija Saariaho (2004)
- La Passion de Simone, oratori de Kaija Saariaho (2006)
- Émilie de Kaija Saariaho (2010)